# ازدا

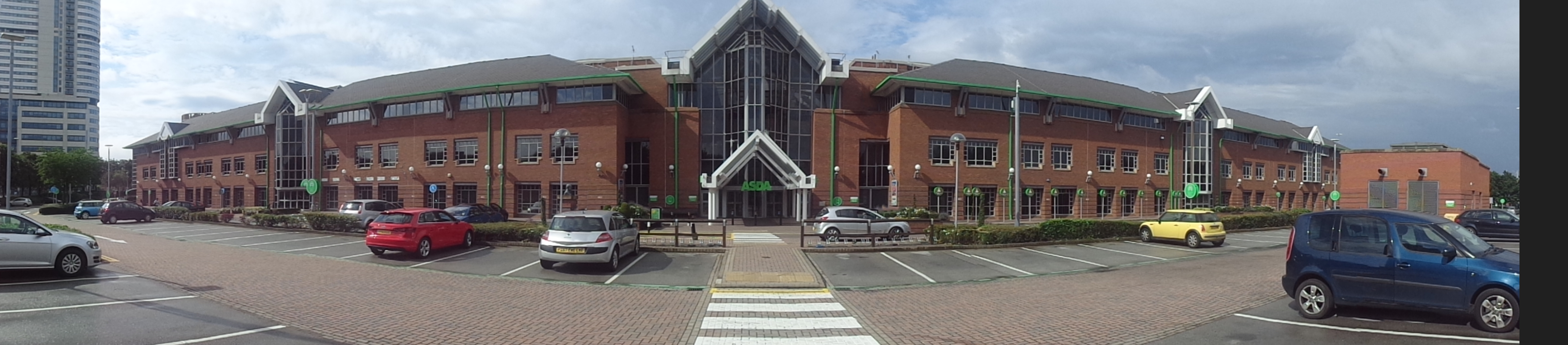
ساختمان مرکزی ازدا در شهر لیدز

ازدا (انگلیسی: Asda) شرکت خرده‌فروشی بریتانیایی است، که از زیرمجموعه‌های شرکت وال‌مارت به‌شمار می‌آید و هم‌اکنون مالک شبکه گسترده‌ای از ۶۰۵ فروشگاه زنجیره‌ای، سوپرمارکت و هایپرمارکت می‌باشد.
شرکت ازدا در سال ۱۹۴۹ تأسیس شد و در سال ۱۹۹۹ به ارزش ۶٫۷ میلیارد پوند، توسط شرکت آمریکایی وال‌مارت خریداری گردید. دفتر مرکزی این شرکت در شهر لیدز، یورکشر غربی قرار دارد.